# بياعة النخي (مسلسل)
بياعة النخي هو مسلسل تراثي تراجيدي كويتي تم إنتاجه في رمضان عام 2016 من تأليف الفنانة حياة الفهد و إخراج شعلان الدباس

## قصة العمل
- تدور أحداثه حول انسانة تحمل الكثير من مصاعب الدنيا على كاهلها إلى حد أنها وصلت إلى مرحلة بيع النخي.
- وفي تفاصيل القصة، هذه السيدة التي ستجسد دورها الممثلة القديرة حياة الفهد هي اساسا من عائلة غنية جدا ولكن تنقلب حياتها رأسا على عقب بشكل مفاجئ وتبدأ بمواجهة مشاكل الإفلاس فتجد نفسها مضطرة إلى العمل لتأمين لقمة عيشها.
- يناقش أيضا حوبة التكبر على النعمة

## الممثلون
- حياة الفهد
- مريم الصالح
- علي جمعة
- محمد جابر
- صلاح الملا
- ناصر الدوسري
- عبدالرحمن الصايغ
- سارة البلوشي
- نادية كرم
- غدير السبتي
- لولوة الملا
- أمل عباس
- هند البلوشي
- عبدالمحسن القفاص
- محمد الحملي
- نواف النجم